# Sensor molecular
Un sensor molecular es una molécula que interactúa con un analito para producir un cambio detectable. Los sensores moleculares combinan varios factores como el reconocimiento molecular, complementariedad, el efecto de cooperatividad, el efecto quelato, autoensamblaje molecular y la selectividad de acuerdo al sensor molecular. Recientemente se ha añadido el término de química analítica supramolecular para poder describir mejor las aplicaciones de los sensores moleculares dentro de la química analítica.

## Principios de los sensores moleculares

### Reconocimiento molecular
El reconocimiento molecular se refiere a las interacciones específicas entre dos o más moléculas mediante enlaces no covalentes, tales como puentes de hidrógeno, coordinación metálica, fuerzas hidrofóbicas, fuerzas de van der Waals, interacciones π-π, enlaces electrofílicas, electroestáticas y/o efectos electromagnéticos. Esta propiedad se exhibe en otras como en la complementariedad molecular y el autoensamblaje.

### Complementariedad molecular
Esta propiedad es muy común en los sistemas host-guest, puesto a que se refiere a que ambos deben tener una especie de mutualidad electrónica que les permita tener sitios de enlace para la formación de una supramolécula con propiedades distintas que puedan ser medidas y cuantificadas.

### Efecto quelato
Es el acoplamiento y fijación de múltiples regiones donadores del mismo ligante (quelato). Este efecto generalmente incrementa la formación de constantes relativas a aquellos complejos del mismo ion metálico que contienen ligantes similares que son monodentado al incrementar la dificultad con la que estos pueden ser removidos. Es más difícil remover a un ligante de un metal si esta adjunto a este centro metálico en muchos sitios a que si esta en uno solo, de igual manera es más difícil que un centro metálico salga del centro de los ligantes, lo cual es aprovechado para hacer sensores moleculares al notar los cambios que se producen cuando un quelato atrapa a un ion metálico y se nota un cambio físico (luminiscencia, fluorescencia, color, etc.)

### Selectividad
El sensor molecular debe poseer la característica de ser selectivo mediante el aprovechamiento de morfología, tamaño, cargas, fuerzas moleculares, etc. Con el fin de que el sensor detecte lo que se desea analizar.

### Autoensamblaje molecular
Es la capacidad de los bloques básicos de una supramolécula (moléculas individuales) para organizarse espontáneamente sin necesidad de una intervención externa. Esta propiedad puede ser útil para los sensores moleculares ya que los bloques básicos se pueden autoensamblar para formar una supramolécula con el analito.
Los sensores moleculares pueden detectar tres tipos de especies ya sean iones con carga o moléculas neutras. Este tipo de sensores están organizados por grupos dependiendo del tipo de analito que se desea detectar: cationes, aniones y moléculas neutras.

#### Sensores catiónicos
Este tipo de sensores se han vuelto relevantes para aplicaciones ambientales y biológicas. Estos sensores en su mayoría se basan en la química de coordinación, ya que el catión a ser detectado se comporta como un centro metálico y el sensor molecular, por medio del efecto quelato, forma un complejo de coordinación con el catión dependiendo de su denticidad y su naturaleza ligante. Los sensores para cationes, tienden a utilizar coronas o calixarenos como receptores, mientras que los receptores de aniones o sales, normalmente incorporan coronas, calixareno, piridinas o metalocenos como receptores que tienen amidas (CONH). Las amidas generalmente sirven como un enlace hidrógeno donador.

#### Sensores aniónicos
Los aniones tienen un papel importante en los procesos químicos y biológicos, por lo que es importante notar su presencia. La detección de este tipo de iones, se puede apreciar al detectar los cambios en la emisión cuántica, el cual provoca que haya un cambio en la absorción en el espectro. Los sensores para aniones normalmente que contienen una carga positiva neta, así agregando un componente coulómbico al enlace.

#### Sensores de moléculas neutras
Los sensores desarrollados hasta el momento se basan en una reacción química con alguno de los grupos funcionales presentes en la molécula receptora (dosímetros químicos), que en algunas ocasiones transcurren de manera reversible, aunque involucren la formación de un enlace covalente.

## Principales tipos de sensores moleculares

### Sensores ópticos
Uno de los cambios más notorios es el color y los cambios que puede tener. Esta característica del color se debe a la excitación de la nube de electrones presentes en la superficie de la especie. Esto efecto toma origen en la regio UV-visible, que es conocida como resonancia plasmón superficial (SPR por sus siglas en inglés). Los sensores moleculares que contienen dispositivos ópticos, transforman los cambios de fenómeno óptico, los cuales son el resultado de la interacción del analito con el receptor. Este grupo de sensores se puede subdividir de acuerdo al tipo de propiedades ópticas que se han aplicado en sensores moleculares:

#### Absorbancia
Es medida en un medio transparente, causado por la absorbancia del analito en sí o por la reacción de algunos indicadores adecuados.

#### Reflectancia
Es medida en un medio no transparente, usualmente se usa un indicador inmovilizado.

#### Luminiscencia
Se basa en la medición de la intensidad de la luz emitida por el sensor molecular.

#### Fluorescencia
Se mide como el efecto de emisión causado por irradiación. También, un temple selectivo de fluorescencia puede ser la base para los sensores moleculares.

#### Índice de refracción
Se mide por el grado de cambio que hay en la composición de la solución. Debe incluir SPR.

#### Efecto optotérmico
Basado en la medición del efecto térmico que se debe a la absorción de la luz.

#### Dispersión de luz
Se basa en efectos causados por partículas de tamaño definido que se encuentran en la muestra.

### Sensores moleculares electroquímicos
Muchos de los sensores moleculares electroquímicos, se basan en el cambio de las respuestas electroquímicas de ensayos moleculares hacia sustancias electroactivas. Estos sensores transforman el efecto electroquímico de la interacción analito-electrodo en una señal útil. Dichos efectos pueden ser estimulados de manera eléctrica o pueden resultar de una interacción espontánea a la condición cero-corriente. Se subdividen en:

#### Sensores voltamétricos
Incluyen dispositivos amperométricos, donde la corriente se puede medir en modo AC o DC. Este subgrupo puede incluir sensores basados en electrodos químicamente inertes, químicamente activos y electrodos modificados.

#### Sensores potenciométricos
En estos, el potencial del electrodo indicador (ion-electrodo selectivo i.e. sensor molecular, electrodo redox, electrodo metal/oxido metálico) es medido a la par de un electrodo de referencia.

#### Transistor de efecto del campo químicamente sintetizado (CHEMFET por sus siglas en inglés)
El efecto de interacción entre el analito y el recubrimiento activo es transformado en un cambio de corriente emisor-colector. La interacción entre el analito y el sensor, es desde el punto de vista químico, similar a aquellos encontrados en los sensores potenciométricos de selectivos para iones.

#### Sensores potenciométricos de gas de electrolito sólido
Trabajan a temperaturas altas y son usadas para medir y detectar gases.

### Sensores eléctricos
Se basan en la medición del cambio eléctrico causado por la interacción del analito.

#### Sensores semiconductores de óxidos metálicos
Se usan principalmente para detectar gases, se basan un proceso reversible redox de analitos que contienen componentes gaseosos.

#### Sensores semiconductores orgánicos
Se basan en la información de la transferencia de carga proveída por los complejos, los cuales modifican la densidad del flujo de carga.

### Sensores termales
Las reacciones químicas pueden liberar calor, debido a que involucra la formación y rompimiento de enlaces, cada uno de estos enlaces tiene una característica de entalpía. También hay un efecto fuerte de calor de la solución de los sustratos y productos, particularmente especies cargadas. Muchas reacciones enzimáticas liberan entre 25 y 100 kJ/mol. Los sensores basados en estos principios, son utilizados como detectores en cromatografía, y pueden ser aplicados en casi todas las reacciones enzimáticas.